# Poecilodryas superciliosa
Poecilodryas superciliosa е вид птица от семейство Petroicidae.

## Разпространение
Видът е разпространен в Австралия.